# جوشکاری صفحه داغ
جوشکاری صفحه داغ، که به آن جوشکاری ابزار حرارتی نیز گفته می‌شود، یک تکنیک جوشکاری حرارتی برای اتصال ترموپلاستیک‌ها است. یک ابزار حرارتی در مقابل یا نزدیک دو سطحی که باید به هم متصل شوند قرار می‌گیرد تا آنها را ذوب کند. سپس منبع حرارت برداشته می‌شود و سطوح تحت فشار به هم آورده می‌شوند. جوشکاری صفحه داغ دارای زمان چرخه نسبتاً طولانی در مقایسه با جوشکاری ارتعاشی یا جوشکاری اولتراسونیک است که از 10 ثانیه تا چند دقیقه متغیر است. با این حال، سادگی و قابلیت آن در تولید اتصالات قوی در تقریباً تمام ترموپلاستیک‌ها، باعث شده است که به طور گسترده در تولید انبوه و برای سازه‌های بزرگ، مانند لوله‌های پلاستیکی با قطر بزرگ استفاده شود. تکنیک‌های بازرسی مختلفی به منظور شناسایی ناپیوستگی‌ها یا ترک‌های مختلف به کار گرفته می‌شوند.

## تاریخ
جوشکاری صفحه داغ برای اولین بار در اوایل دهه 1930 برای اتصال PVC استفاده شد. با گسترش پلی‌الفین‌ها، که اتصال چسبی آنها دشوار است، این روش محبوبیت یافت. تا دهه 1960، این روش به یکی از پرکاربردترین روش‌های جوشکاری پلاستیک تبدیل شده بود. جوشکاری صفحه داغ برای خطوط لوله و لوازم خانگی و همچنین قالب‌گیری‌های تزریقی استفاده می‌شد. انجمن‌های ملی و بین‌المللی متعددی برای جوشکاری مشخصات و دستورالعمل‌هایی برای جوشکاری صفحه داغ دارند، از جمله Deutscher Verband fuer Schweissen (DVS) در آلمان، انجمن جوشکاری آمریکا (AWS) در ایالات متحده، و Comité Européen de Normalisation (CEN) در اروپا.

## روند

### جوشکاری صفحه داغ معمولی

فشار در مقابل زمان برای مراحل جوشکاری صفحه داغ

فرآیند جوشکاری صفحه داغ را می‌توان به چهار مرحله تقسیم کرد: تطبیق، گرم کردن، تعویض، و جوشکاری/آهنگری.
دمای صفحه داغ در نقطه‌ی سطح صفحه اندازه‌گیری می‌شود. این دما بر اساس نوع جوشکاری صفحه داغ و خصوصیات ماده مورد استفاده، شامل دمای ذوب، ویسکوزیته مذاب و حدود تخریب حرارتی، تنظیم می‌شود. در جوشکاری صفحه داغ معمولی، دماها معمولاً 30 تا 100 درجه سانتی‌گراد (86 تا 212 درجه فارنهایت) بیشتر از دمای ذوب ماده تنظیم می‌شوند. در نسخه با دمای بالا، دماها بیش از دمای حد تخریب ماده قرار می‌گیرند، تقریباً 100 تا 200 درجه سانتی‌گراد (212 تا 392 درجه فارنهایت) بالاتر از نقطه ذوب. در نسخه بدون تماس، دماها معمولاً 300 تا 400 درجه سانتی‌گراد (572 تا 752 درجه فارنهایت) بیشتر از نقطه ذوب تنظیم می‌شوند. در جوشکاری بدون تماس، گرمایش تابشی نه تنها به دما بستگی دارد بلکه به امیسیونیتی (ظرفیت تابش) ماده صفحه داغ نیز وابسته است.
مرحله تطبیق برای تطبیق هندسه سطوح جوش با سطح نظری جوش انجام می‌شود. سطوح جوش از طریق رسانش با تماس فیزیکی با صفحه داغ گرم می‌شوند. دمای صفحه داغ در محدوده ۳۰ تا ۱۰۰ درجه سانتی‌گراد (۸۶ تا ۲۱۲ درجه فارنهایت) بالاتر از دمای ذوب ماده است و فشار ثابت بین ۰.۲ تا ۰.۵ مگاپاسکال بر روی صفحه داغ اعمال می‌شود. این باعث می‌شود سطوح جوش با صفحه داغ، که هندسه جوش مورد نظر را دارد، تطبیق پیدا کنند. این همچنین ناهمواری‌های سطحی که مقاومت تماس حرارتی را افزایش می‌دهند را از بین می‌برد. پس از اینکه قطعات به طور کامل با صفحه داغ تماس گرفتند، مرحله گرم کردن شروع شده و فشار به حداقل کاهش می‌یابد.
{\displaystyle \theta (x,t)=\theta _{i}+(\theta _{s}-\theta _{i})\cdot \operatorname {erfc} \left({\frac {x}{2{\sqrt {\kappa t}}}}\right)}
که در آن θ دما، x موقعیت، t زمان، θi دمای اولیه، θs  دمای ثابت سطح، κ ضریب انتشار حرارتی و erfc تابع مکمل خطای گاوسی است. این مدل برای اکثر موارد معتبر است، از آنجایی که مقاومت تماس حرارتی کم است و جرم حرارتی ابزار داغ نسبت به قطعات پلاستیکی بزرگ است. برای پیش‌بینی‌های دقیق‌تر جریان حرارتی، باید مقاومت تماس حرارتی و وابستگی دمایی خواص حرارتی پلاستیک نیز در نظر گرفته شود.
.
پس از زمان گرم کردن کافی، مرحله تعویض شروع می‌شود. در این مرحله، قطعات از صفحه داغ جدا می‌شوند، صفحه به سرعت کنار زده می‌شود و قطعات به هم آورده می‌شوند. زمان تعویض باید تا حد امکان کوتاه باشد، زیرا منطقه ذوب‌شده در این زمان سرد می‌شود.
مرحله جوشکاری/آهنگری زمانی شروع می‌شود که دو سطح مذاب به هم فشرده می‌شوند. این عمل موجب انتشار بین‌مولکولی مولکول‌های پلاستیک بر اساس نظریه خزشی (reptation theory) می‌شود. استحکام جوش توسط درهم‌تنیدگی مولکول‌های پلاستیک منتشر شده فراهم می‌شود. فشار جوشکاری لازم بستگی به ویسکوزیته مذاب و ضخامت دیواره قطعات دارد و معمولاً بین 0.025 تا 0.05 مگاپاسکال متغیر است. این فشار در حالی که ماده مذاب سرد و مجدداً جامد می‌شود، حفظ می‌شود. در طول این فرآیند، مقداری از ماده پلاستیکی نرم شده در منطقه جوش فشرده می‌شود و فلاش (flash) تشکیل می‌دهد. ممکن است از توقف‌های مکانیکی برای محدود کردن مقدار ماده فشرده شده استفاده شود تا از ایجاد جوش سرد جلوگیری شود.
انواع رایج جوشکاری صفحه داغ معمولی شامل نسخه‌های با دمای بالا و بدون تماس هستند. هر دوی این نسخه‌ها به حل مشکل چسبیدن ماده به صفحه داغ بین چرخه‌های جوشکاری کمک می‌کنند؛ مواد چسبیده می‌توانند تخریب شوند و به جوش‌های بعدی منتقل شوند، که منجر به جوش‌های با کیفیت پایین و از نظر ظاهری ناخوشایند می‌شوند.
در جوشکاری صفحه داغ با دمای بالا، یک صفحه داغ بدون پوشش به دمای بین 300 تا 400 درجه سانتی‌گراد (572 تا 752 درجه فارنهایت) گرم می‌شود، زیرا پوشش PTFE در دماهای بالا تخریب می‌شود. دمای بالا ویسکوزیته مذاب را کاهش می‌دهد، بنابراین هنگام جدا کردن قطعات از صفحه داغ، می‌تواند از آن جدا شود. این فرآیند می‌تواند در مرحله تعویض با حرکت سریع قطعات از صفحه داغ همراه باشد؛ این کار مانع از کشیده شدن پلاستیک مذاب به دلیل خواص ویسکوالاستیک آن می‌شود. هر گونه ماده باقی‌مانده روی سطح صفحه داغ معمولاً یا اکسید می‌شود یا به صورت مکانیکی برداشته می‌شود. با برخی از ترموپلاستیک‌ها، ماده باقی‌مانده نمی‌تواند به راحتی برداشته شود و با گذشت زمان انباشته می‌شود. ممکن است نیاز باشد صفحات داغ بین چرخه‌ها برداشته و تمیز شوند. با دماهای بالاتر، مراحل تطبیق و گرم کردن نسبت به جوشکاری صفحه داغ معمولی کوتاه‌تر می‌شوند. با این حال، کاهش استحکام جوش به دلیل تخریب حرارتی پلاستیک می‌تواند همچنان رخ دهد، اگرچه بیشتر ماده تخریب شده توسط جریان ماده مذاب خارج می‌شود. جوشکاری صفحه داغ با دمای بالا به خوبی برای موارد زیر شناخته شده است:
- کوپلیمرهای PP و PP
- ABS و PMMA

در جوشکاری صفحه داغ بدون تماس، سطوح جوش بدون تماس فیزیکی با صفحه داغ از طریق گرمایش همرفتی و تابشی ذوب می‌شوند. دمای صفحه داغ بین 400 تا 550 درجه سانتی‌گراد (752 تا 1,022 درجه فارنهایت) است و سطوح جوش حدود 1 تا 3 میلی‌متر (0.039 تا 0.118 اینچ) از صفحه داغ قرار می‌گیرند. ورودی حرارت باید به‌گونه‌ای کنترل شود که از تخریب حرارتی جلوگیری کند و در عین حال ماده را نرم کند. این نوع جوشکاری فاقد مرحله تطبیق است، بنابراین تناسب قطعات باید قبل از جوشکاری خوب باشد و انحراف قطعات نباید از 0.2 میلی‌متر (0.0079 اینچ) بیشتر باشد. در عمل، جوشکاری صفحه داغ بدون تماس فقط برای قطعات کوچک که ابعاد آنها بیش از 100 در 100 میلی‌متر (3.9 در 3.9 اینچ) نیست، استفاده می‌شود. یک ملاحظه اضافی اثر پشته (stack effect) است که زمانی که صفحه داغ به صورت عمودی قرار می‌گیرد، می‌تواند باعث گرم شدن نابرابر سطوح جوش شود.
یکی از نسخه‌های دیگر جوشکاری صفحه داغ، جوشکاری کفشه گرم یا جوشکاری کفشه داغ است که برای اتصال ورق‌های نازک با درزهای تزریقی استفاده می‌شود. در این فرآیند، یک کفشه داغ بین دو ورق حرکت می‌کند و سطوح جوش را ذوب می‌کند. رولرهای کفشه فشاری سبک را اعمال می‌کنند تا اطمینان حاصل شود که ورق‌ها به صورت نزدیک با یکدیگر تماس داشته باشند، در حالی که رولرهای پیشران به نوک کفشه فشار می‌آورند جایی که ورق‌ها همگرا شده و درز پیوسته‌ای ایجاد می‌شود.
جوشکاری کفشه داغ می‌تواند جوش‌های تک لبه یا دو لبه ایجاد کند. برای جوش‌های دو لبه، از یک کفشه تقسیم‌شده استفاده می‌شود که در وسط خود دارای بخش غیر داغ است. این تنظیمات باعث می‌شود که یک جیب هوا غیر جوشیده بین درزها باقی بماند که می‌تواند برای آزمایش بدون تخریب از سلامت اتصال استفاده شود.
در جوشکاری کفشه داغ، سرعت حرکت واحد کفشه یک پارامتر اساسی است، زیرا توسط رولرها خودرو است. محدوده دمای معمول برای جوشکاری مواد مانند پلی‌اتیلن با چگالی بالا (HDPE) بین 220 تا 400 درجه سانتی‌گراد (428 تا 752 درجه فارنهایت) است. سرعت حرکت معمولاً بین 0.7 تا 4 متر بر ثانیه (2.3 تا 13.1 فوت بر ثانیه) است. این ترکیب از دما و سرعت باعث می‌شود که ذوب و اتصال مناسب سطوح جوش انجام شود در حالی که نرخ تولید کارآمد حفظ می‌شود.

### مولفه های
پارامترهای استفاده شده در جوشکاری صفحه داغ شامل دمای صفحه داغ، فشار (یا جابجایی) در مرحله تطبیق، فشار در مرحله گرم کردن، فشار و جابجایی در مرحله جوشکاری، و زمان‌های تطبیق، گرم کردن، تعویض و خنک کردن هستند. این پارامترها تأثیر متقابلی بر کیفیت جوش دارند و نمی‌توانند به صورت جداگانه تنظیم شوند.
در مرحله گرم کردن، منطقه جوش به صورت رسانشی گرم می‌شود تا ذوب شود، بدون جابجایی قابل توجهی در ماده. فشار یا در حداقل نگه داشته می‌شود تا قطعات و صفحه داغ در تماس بمانند، یا با جابجایی از پیش تعیین‌شده به صفر می‌رسد. سطح مذاب به دمای تقریباً ۲۰ درجه سانتی‌گراد (۶۸ درجه فارنهایت) کمتر از دمای صفحه داغ می‌رسد. ویسکوزیته ماده مذاب از طریق دمای صفحه داغ و زمان گرم کردن قابل کنترل است. سطح صفحه داغ اغلب با PTFE پوشانده می‌شود تا از چسبیدن پلاستیک مذاب جلوگیری کند، که دمای صفحه داغ را به ۲۷۰ درجه سانتی‌گراد (۵۱۸ درجه فارنهایت) محدود می‌کند. دمای قطعات در این مرحله را می‌توان با فرض یک شرط مرزی دمای ثابت و استفاده از معادله حرارتی یک‌بعدی مدل‌سازی کرد:
زمان‌های تطبیق و گرم کردن کنترل می‌کنند که چه مقدار حرارت در طول این مراحل وارد شود. زمان تطبیق به گونه‌ای تنظیم می‌شود که ناهمواری‌های سطح ذوب شده و برداشته شوند. زمان گرم کردن، ضخامت لایه ذوب را تعیین می‌کند. زیاد بودن ضخامت ذوب منجر به تولید فلش اضافی و جهت‌گیری مولکولی نامطلوب در محل اتصال می‌شود. باریک بودن ضخامت ذوب منجر به تولید جوش شکننده می‌شود. زمان تعویض مشخص می‌کند که دمای ماده ذوب شده به عنوان شروع جوشکاری چگونه است و بنابراین باید به حداقل کاهش یافته‌باشد تا خنک شدن سطح را به حداقل برساند. زمان معمولی تعویض حدود 2 تا 3 ثانیه است، حتی برای قطعات بزرگ. زمان خنک شدن به مدتی است که قطعات متصل شده سفیده‌بندی داشته باشند (زمانی که ماده ذوب شده زیر دمای ذوب خود سرد شده و می‌توان آن‌ها را از دستگاه خارج کرد). قطعه جوشکاری شده نباید تا زمانی که به دمای اتاق خنک شده باشد، تنش داشته باشد.

### تجهیزات
تجهیزات جوشکاری صفحه داغ از دو قسمت اصلی تشکیل شده‌اند: دستگاه محکم‌کننده و یک یا چند صفحه داغ. عملکرد اصلی دستگاه محکم‌کننده ارائه پشتیبانی در طول فرآیند جوشکاری است تا جلوی تغییرشکل زیر فشار جوش‌دهی را بگیرد. ماشین‌آلات سنتی دارای دستگاه‌های محکم‌کننده هستند که به طور کامل به قطعات جوش داده شده می‌پیوندند و امکان انعطاف در تولید را با پذیرش تنظیمات مختلف دستگاه محکم‌کننده فراهم می‌کنند. ماشین‌های سفارشی ممکن است برای جوشکاری یک مؤلفه خاص پیکربندی شوند و به اندازه‌ی ماشین‌های استاندارد انعطاف بیشتری فراهم نمی‌آورند.
Hot plate ها به طور کلی برای دماهای کاری خاص طراحی می‌شوند. Hot plate های برای جوشکاری سنتی صفحه داغ حداقل دمای کاری 270 درجه سانتی‌گراد (518 درجه فارنهایت) دارند و از آلیاژهای آلومینیوم ساخته می‌شوند. این hot plate ها ممکن است با پوشش پلی تترافلوئوروات (PTFE) پوشیده شوند تا جلوگیری از چسبیدن پلیمر به صفحه داغ شود. باید مراقب باشید زیرا پوشش‌های PTFE با گذر زمان خراب می‌شوند و برای عملیات پیوسته باید مجموعه‌هایی از دستگاه‌های متبادل در دسترس باشند. Hot plate های برای جوشکاری صفحه داغ با دمای بالا حداکثر دمای کاری 430 درجه سانتی‌گراد (806 درجه فارنهایت) دارند و از آلیاژهای برنج آلومینیومی ساخته می‌شوند. به دلیل هدایت حرارتی پایین این آلیاژها باید اقدامات احتیاطی انجام شود تا اطمینان حاصل شود که گرمای یکنواخت در سطح hot plate وجود دارد. PTFE دارای حداکثر دمای کاری 270 درجه سانتی‌گراد (518 درجه فارنهایت) است، بنابراین پوشش‌های ضد چسب برای این نوع عملیات قابل استفاده نیستند. در نهایت، hot plate های برای جوشکاری صفحه داغ بدون تماس برای دماهای تا 550 درجه سانتی‌گراد (1,022 درجه فارنهایت) استفاده می‌شوند و از آلیاژهای برنج آلومینیومی یا فولاد ضد زنگ ساخته می‌شوند.

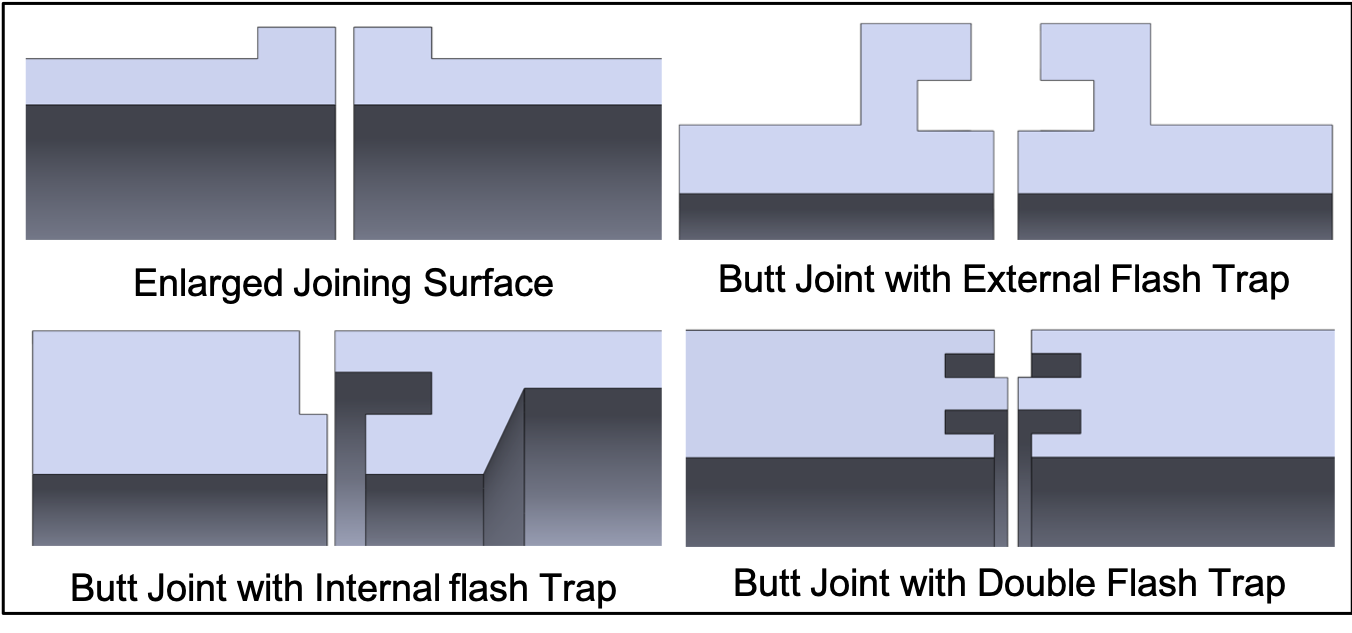
طرح های مفصل ترموپلاستیک

ماشین‌آلات جوشکاری صفحه داغ به طور کلی توسط کنترل‌های پنوماتیک، هیدرولیکی یا الکترومکانیکی عمل می‌کنند. این ماشین‌آلات می‌توانند به گونه‌ای تنظیم شوند که جوش‌ها با سطح faying در حالت افقی یا عمودی انجام شوند. قطعات بلند مانند لوله‌ها به طور معمول در حالت افقی جوش داده می‌شوند در حالی که قطعات قالب‌سازی شده با قطعات داخلی مانند باطری استارتر در حالت عمودی جوش داده می‌شوند. یک کنترل‌کننده Proportional-Integral-Derivative (PID) نیز به حفظ دماهای مطلوب در طول هر فرآیند کمک می‌کند.

### انواع مفصل
در حالی که انواع مختلفی از پیکربندی‌های اتصال وجود دارد، اتصال لب به لب که در آن دو ماده اتصال‌یافته در یک صفحه قرار می‌گیرند، یکی از رایج‌ترین طراحی‌های اتصال برای ترموپلاستیک‌ها است. اصلاحات مختلفی از این اتصال وجود دارد که برای کاربردهای مختلف اجرا می‌شوند که شامل موارد زیر می‌باشند:
- سطح اتصال بزرگ شده - استفاده از مواد پرکننده در جوش استحکام کلی را کاهش می دهد و این را می توان با بزرگ کردن سطح اتصال جبران کرد.

- فلاش تله مفاصل لب به لب (داخلی) - مهره توسط یک دنده یا فلاش تله پوشیده شده است.

- فلاش تله مفاصل لب به لب (خارجی) - این نوع اتصال فلاش را در سطح بیرونی پنهان می کند و به طور کلی برای کاهش نویز در مناطق اطراف استفاده می شود.
- فلاش اتصال لب به لب (دوبل) - با پنهان کردن فلاش در دو طرف جوش، سطح را از نظر بصری جذاب تر می کند.

## قابلیت جوشکاری مواد
جوشکاری صفحه داغ می‌تواند برای اتصال همه ترموپلاستیک‌ها و الاستومرهای ترموپلاستیک که دمای ذوب آن‌ها زیر دمای تجزیه‌شان قرار دارد، استفاده شود. از آنجایی که تنها پلاستیک خود می‌تواند به یکدیگر متصل شود، افزودنی‌هایی که برای بهبود خواص ماده یا کاهش هزینه استفاده می‌شوند، می‌توانند قابلیت جوش‌پذیری را کاهش دهند. افزودنی‌ها همچنین می‌توانند با عمل کردن به عنوان متمرکزکننده‌های تنش، استحکام جوش را کاهش دهند. مثال‌هایی از افزودنی‌ها شامل پایدارکننده‌ها، روان‌کننده‌ها، کمک‌های پردازشی، عوامل رنگ‌دهنده، مواد تقویت‌کننده (تالک، الیاف شیشه، الیاف کربن و غیره) هستند.
محتوای آب موجود در پلاستیک نیز بر قابلیت جوش‌پذیری تأثیر می‌گذارد. این موضوع بر ترموپلاستیک‌هایی که آب را از هوای اطراف جذب می‌کنند، عمدتاً ترموپلاستیک‌های آمورف، تأثیر می‌گذارد. محتوای بالای آب می‌تواند در هنگام گرم کردن و اتصال منجر به تشکیل حباب شود و استحکام جوش را کاهش دهد. بنابراین، قطعات باید بلافاصله پس از قالب‌گیری تزریقی جوش داده شوند، در محیط خشک نگهداری شوند، یا با تنظیم پارامترهای جوشکاری انجام شوند.
جوشکاری صفحه داغ می‌تواند برای اتصال برخی ترکیبات ترموپلاستیک‌های متفاوت استفاده شود. به طور معمول، پلاستیک‌های نیمه‌بلوری تنها با پلاستیک‌های نیمه‌بلوری سازگار هستند و پلاستیک‌های آمورف تنها با پلاستیک‌های آمورف سازگارند. اگر پلاستیک‌ها دارای نقطه ذوب و ویسکوزیته یکسان باشند، می‌توان از جوشکاری صفحه داغ معمولی یا دما بالا استفاده کرد. در صورت داشتن نقطه ذوب یا ویسکوزیته متفاوت، باید از صفحات داغ دوگانه استفاده کرد که هر صفحه داغ به دمای متفاوتی تنظیم می‌شود. ترکیبات رایج ترموپلاستیک‌ها عبارتند از:

## کاربرد ها
جوشکاری صفحه داغ برای اتصال قطعاتی از چند سانتی‌متر تا 1.6 متر استفاده می‌شود. همچنین برای ایجاد جوش‌های پیوسته در آسترهای غشایی مورد استفاده قرار می‌گیرد. استفاده از آن می‌تواند به دو دسته اصلی تقسیم شود: کاربردهای تولیدی و جوشکاری لوله. این دو دسته در تجهیزات و طراحی اتصالات متفاوت هستند.

### برنامه های کاربردی تولید
یکی از صنایع عمده‌ای که از جوشکاری صفحه داغ استفاده می‌کند، صنعت خودروسازی است. محفظه‌های چراغ عقب که از ABS ساخته شده‌اند، با لنزهایی از جنس PMMA یا PC با استفاده از یک اتصال لب به لب اصلاح شده جوش داده می‌شوند. ABS و PMMA دارای دمای ذوب مشابهی هستند و می‌توانند با استفاده از یک صفحه داغ جوش داده شوند، در حالی که ABS و PC نیاز به صفحات داغ دوگانه دارند به دلیل دمای ذوب بالاتر PC. از فنجان‌های مکشی برای جابجایی قطعات به منظور جلوگیری از خراشیدگی استفاده می‌شود. هر دو نوع معمولی و دما بالا استفاده می‌شوند. زمان چرخه معمولی 60 ثانیه است با دمای صفحه داغ 370 درجه سانتی‌گراد.
مخازن سوخت ساخته شده از HDPE با قالب‌گیری دمشی نیاز به جوش دادن تا 34 قطعه مختلف دارند، از جمله گیره‌ها، گردنه پرکننده، خطوط تهویه، پلاگ محافظ سپر حرارتی، دریچه تهویه گاز/دریچه‌های رول‌اور، نپل تنفس و براکت‌ها. قطعات به صورت جداگانه با استفاده از اتصالات لب به لب شیار دار جوش داده می‌شوند. هر قطعه نیاز به زمان تطبیق متفاوتی دارد و زمان چرخه برای هر قطعه کمتر از یک دقیقه است.
قاب‌ها و درپوش‌های باتری‌های خودرو از کوپلیمرهای نازک PP ساخته شده‌اند که ویسکوزیته ذوب پایینی دارند. جوشکاری صفحه داغ با دمای بالا بر روی اتصالات لب به لب با پوشش‌های فلش انجام می‌شود. یک دستگاه معمولی می‌تواند دو باتری را در کمتر از 30 ثانیه جوش دهد.
قطعات دیگر خودرو که با استفاده از جوشکاری صفحه داغ جوش داده می‌شوند شامل شناورهای کاربوراتور، مخازن سیالات خنک‌کننده و شستشو، و لوله‌های تهویه هستند. موارد غیر خودرو شامل بازوهای پاشش ظرفشویی، جعبه‌های مایع شوینده لباس، مخازن اتو بخار، بشکه‌های HDPE، پالت‌های حمل و نقل PP، جعبه‌های دور انداختن سوزن‌های پزشکی، و قاب‌های پنجره PVC می‌باشند.

### جوش لوله
جوشکاری صفحه داغ، که در بسیاری از صنایع به عنوان جوشکاری ذوب شناخته می‌شود، به طور رایج برای اتصال لوله‌های پلاستیکی استفاده می‌شود. این لوله‌ها، برخلاف لوله‌های فولادی، کمتر احتمال دارد که در زمان زلزله شکسته شود. جوشکاری لوله‌ها از ترکیبات اتصالات ویژه استفاده می‌کند، به نام‌های اتصال لبه به لب، اتصال شفته و سنجاب/دیوار کناری، هرکدام با روش‌های جوشکاری خود.
جوشکاری اتصال لبه به لب دارای فازهای مشابه به جوشکاری صفحه داغ معمولی است. قبل از جوشکاری، انتهای لوله‌ها صاف می‌شوند و پروفیل‌ها گرد و هم‌محور شده و با یکدیگر هم‌آمیخته می‌شوند. فازهای باقی‌مانده به عنوان معمول ادامه پیدا می‌کند، با این تفاوت که گاهی اوقات فاز تطبیق ممکن است برخوردار از جواب ندهد. هنگام جوشکاری پلاستیک‌های مختلف، به جای صفحات داغ دوگانه، لوله با شاخص جریان ذوب پایین‌تر ممکن است قبل از دیگر لوله گرم شود، به طوری که در انتهای فاز گرمایش هر دو انتهای لوله دارای همان ویسکوزیته ذوب باشند. پس از خنک شدن، ممکن است رویه اضافی برداشته شود تا سطوح داخلی و خارجی صاف بمانند. مشکلات با جوش می‌توانند با بررسی این رویه تشخیص داده شوند.
جوشکاری اتصال شفته از ابزارهای گرمایش مرد و زنی استفاده می‌کند که به یک صفحه داغ متصل شده‌اند تا به طور همزمان سطح خارجی لوله و داخل سوکت را گرم کند. این روش معمولاً برای لوله‌هایی با قطر 40 تا 125 میلیمتر استفاده می‌شود. در این نوع اتصال، فشار جوشکاری توسط متناسب‌سازی متقاضی لوله و سوکت تأمین می‌شود، بنابراین این قطعات و همچنین ابزارهای گرمایش باید در محدوده تحمل باشند.
جوشکاری اتصال شفته/دیوار کناری برای اتصال اتصالات شفته به دیوار کناری لوله جهت ایجاد شاخه‌ها استفاده می‌شود. سطح خارجی لوله و سطح مطابق اتصالات شفته با استفاده از ابزارهای گرمایش کویک و کانوکس گرم می‌شوند. دستگاه جوشکاری اتصال شفته فشار جوشکاری را از طریق محور مرکزی لوله اعمال می‌کند. قبل از جوشکاری، سطح خارجی لوله باید از تمام آلاینده‌ها تمیز شود، زیرا لایه ذوب لوله از محل اتصال به جا نمی‌ماند.

## تست غیر مخرب (NDT)
در مورد آزمونهای جوشکاری، دو روش وجود دارد که شامل آزمون غیر مخرب و آزمون مخرب می‌شوند. در حالی که کیفیت جوش فقط از طریق روش‌های مخرب قابل تعیین است، آزمون NDT امکان تشخیص عیوب در منطقه جوش داده شده را فراهم می‌کند. بخش بعدی به بررسی برخی از روش‌های غیر مخرب استفاده شده در جوشکاری پلاستیک‌های حرارتی خواهد پرداخت.

### بازرسی بصری
آزمون بصری فقط برای شناسایی عیوب روی سطح جوش قابل استفاده است، اما ارزان‌ترین روش آزمون غیر مخرب است. این روش امکان انجام آزمون هم در حین و هم پس از جوشکاری را فراهم می‌کند. در حین جوشکاری، اپراتور برای بررسی تغییر رنگ، عدم هم‌ترازی، شیارها و سایر عدم انسجام‌های سطحی در حال بررسی است. آزمون پس از جوشکاری به اپراتور امکان می‌دهد تا ویژگی‌های میکروساختاری را که ممکن است برای قسمت جوش خطرناک باشند، بررسی کند.

### آزمایش اشعه ایکس
آزمون اشعه ایکس روشی پرهزینه برای بازرسی است؛ بنابراین، معمولاً به مخازن فشار و خطوط لوله حمل مواد خطرناک محدود می‌شود. این روش در اثر تفاوت چشم‌گیری در چگالی عیب و پلاستیک، برای تشخیص خالی‌ها، درجات و دیگر عیوب موثر است. یک معایب این روش این است که نمی‌توان با استفاده از این روش عیوب میکروساختاری را تشخیص داد.

### تست نشتی
این روش آزمون بیشتر برای لوله‌های جوش داده شده و سایر ظروف بسته استفاده می‌شود. نسخه‌های مختلفی از این آزمون وجود دارد که به نوع ماده (آب، هوا، گاز) استفاده شده برای اعمال فشار به نمونه وابسته است. انجام این آزمون در شرایط خلاء نیز رایج است.

### تست ولتاژ بالا
آزمون ولتاژ بالا که به نام "آزمون جرقه‌ای" همچنین به عنوان جایگزین آزمون چرخه برای جوش‌های نسبتاً سفت به‌شمار می‌رود. این آزمون با پوشش دادن جوش با ماده‌ای هادی الکتریکی مانند سیم، الیاف یا رول‌ها انجام می‌شود. وقتی ولتاژ اعمال می‌شود، یک قوس جرقه‌ای تشکیل می‌شود که حضور نشت را نشان می‌دهد. این آزمون برای پلاستیک‌های قطبی مانند PVC مناسب نیست، زیرا ممکن است منجر به تولید حرارت و تخریب پتانسیلی در جوش شود.

### تست اولتراسونیک
آزمون فراصوتی از موج‌های با فرکانس بالا استفاده می‌کند که از طریق مناطق جوش داده شده عبور می‌کنند. این موج‌ها قادرند عیوب را بر اساس تفاوت چگالی بین عیب و قسمت پلاستیکی تشخیص دهند. دو روش اصلی برای انجام آزمون فراصوتی وجود دارد؛ استفاده از یک فرستنده و گیرنده به همراه یکدیگر یا استفاده از یک ترانسدیوسر فراصوتی. این روش‌های معمولی مانند آزمون اشعه ایکس قادر به تشخیص تغییرات میکروساختاری در جوش نیستند. آزمون فراصوتی پیشرفته مانند فراصوتی آرایه فازی (PAUT) در حال حاضر برای بازرسی اتصالات هات پلیت و الکتروفیوژن در حال توسعه است.
لوله‌های پلی‌اتیلن (PE) نسبت به سایر مواد مانند فلزات برای انتقال مایعات به دلیل مقاومت آنها در برابر خوردگی و طول عمر بلند، مورد توجه قرار می‌گیرند. با این حال، استفاده از آنها در نیروگاه‌های اتمی به دلیل روش‌های غیرقابل اعتماد برای آزمون غیرمخرب محدود است. روش‌های فعلی شامل استفاده از شیوه‌هایی هستند که تحلیل کاملی از لوله PE جوش داده شده را ارائه نمی‌دهند.
با استفاده از تنظیمات جوش دادن لبه به لبه، یک منطقه ذوب کوچک تولید می‌شود و با توجه به جذب بالای پلی‌اتیلن، بازرسی دچار پیچیدگی می‌شود.  قرار دادن مناسب پروب نیز در طول بازرسی به دلیل تداخل با نوار جوش محدود می‌شود. سامانه PAUT پنج مولفه اصلی دارد. این مولفه‌ها شامل پروب آرایه فاز، ودج پروب، نگه‌دارنده پروب، اسکنر و آشکارساز نقص است. حداقل چهار پروب آرایه فاز برای شناسایی نقص از سیگنال فوق‌صوتی نیاز است. ودج آبی غشایی امواج فوق‌صوتی را از پروب‌ها به لوله انتقال می‌دهد و انرژی را کمینه می‌کند و نگه‌دارنده پروب اطمینان از تماس مناسب بین ودج و لوله دارد. سیستم اسکن‌کر برای این روش آزمایشی طراحی شده است و پروب را در اطراف اتصال لوله حین بازرسی حمل می‌کند. در آخر، آشکارساز نقص سیگنال را از پروب تجزیه و تحلیل می‌کند. این روش به طور خاص برای بازرسی جوش‌های الکتروفیوژن و جوش‌های لبه به لبه لوله‌های با اندازه‌های مختلف از ضخامت 8-65 میلی‌متر و قطر 90-800 میلی‌متر مناسب است. PAUT برای شناسایی موارد زیر مناسب است:
- عیوب مسطح - ممکن است به دلیل پوشیده شدن سطح جوش در رطوبت ایجاد شود.

- آلاینده ها - محیط های خشک و بادخیز ممکن است منجر به چسبیدن ذرات به سطح لوله شود.

- جوش سرد - این ناشی از انتشار ناقص یا جزئی بین مولکولی است که منجر به شکست شکننده می شود. ناشی از دماهای سرد یا اگر فاصله زیادی بین لوله و اتصالات وجود داشته باشد.

- تحت نفوذ - این نوع عیب به دلیل محکم نشدن گیره ها در طول فرآیند جوشکاری است.

دو گزارش ISO در حال توسعه هستند و توسط کمیته فنی (TC) 138 (لوله ها، اتصالات و شیرآلات پلاستیکی برای حمل و نقل سیالات) بررسی می‌شوند تا PAUT را به عنوان یک روش از غیرمخرب برای آزمایش حجمی لوله‌های PE در نظر بگیرند. همچنین روشی برای آزمایش UT از اتصالات ذوبی پشت هم از جمله HDPE و پلی اتیلن متوسط (MDPE) تدوین شده است. استانداردهای ISO و ASME به شرح زیر است:
- ISO/DTS 16943 - لوله های ترموپلاستیک برای انتقال سیالات - بازرسی اتصالات سوکت الکتروفیوژن پلی اتیلن با استفاده از روش تست التراسونیک آرایه فازی

- ISO/DTS 22499 - لوله های ترموپلاستیک برای انتقال سیالات - بازرسی اتصالات همجوشی لب به لب پلی اتیلن با استفاده از روش تست التراسونیک آرایه فازی

- ASME E3044/E3044M1 − 16e1 تمرین استاندارد برای تست اولتراسونیک اتصالات فیوژن لب به لب پلی اتیلن